# José António de Melo Pinto Ribeiro
José António de Melo Pinto Ribeiro (* 9. September 1946 in Quissico, Mosambik) ist ein portugiesischer Jurist und Politiker. Von 2008 bis 2009 war er Kulturminister seines Landes in der Regierung Sócrates.

## Leben
Ribeiro, der zunächst noch mit seinen Eltern José Manuel Saldanha de Melo e Faro und Maria Benedita Sarsfield de Pinto Ribeiro in Mosambik aufwuchs, lebte daraufhin in Porto, wo er zwischen 1952 und 1962 die Deutsche Auslandsschule in Porto besuchte. Danach wechselte er auf eine staatliche portugiesische Schule, das Liceu D. Manuel II, ebenfalls in Porto; dort erhielt er 1964 das portugiesische Abitur.

### Akademische Laufbahn
Danach studierte er von 1964 bis 1969 Jura an der Universität Lissabon; in dieser Zeit erhielt er auch den Prémio Gulbenkian als bester Student der juristisch-wirtschaftlichen Wissenschaften. Von 1969 bis 1971 war er als Referendar bei José Dias Marques tätig, seit 1971 ist er ordentliches Mitglied des Portugiesischen Juristenverbandes. Von 1971 bis 1980 dozierte Ribeiro Handelsrecht am Höheren Institut für Wirtschaft (Instituto Superior de Economia) der Universität Lissabon. Nach einer Beförderung leitete er dort auch den Lehrstuhl für Handelsrecht. Seinen Wehrdienst absolvierte er in dieser Zeit (1973–1975) als Mitglied der portugiesischen Marine. Von 1987 bis 1993 dozierte er auch an der Autonomen Universität Lissabon. Von 1996 bis 1997 arbeitete Ribeiro am Höheren Institut für Unternehmens- und Arbeitswissenschaften (Instituto Superior de Ciências do Trabalho e da Empresa), von 1997 bis 2002 war er an der juristischen Fakultät der Neuen Universität Lissabons tätig.

### Berufliche Laufbahn
Von 1974 bis 1990 beriet Ribeiro die Banco Português do Atlântico in Fragen des internationalen Rechts und unterstützte die Bank bei ihrer Expansion, unter anderem nach New York, auf die Cayman-Inseln, London und Macau. In der gleichen Zeit beriet er auch zahlreiche andere Bankinstitute, wie beispielsweise die Banco Comercial Português, Banco Totta & Açores, Banco Kleinworth Benson, Privat Banken, Banco Comercial de Macau, als auch Unternehmen wie die TAP, Brisa und Soponata.
Ab September 1985 war Ribeiro Mitglied des Portugiesischen Bankenverbandes im Juristischen Ausschuss der European Banking Federation. Von 1995 bis 1998 war er Vorsitzender dieses Ausschusses. Ebenso war Ribeiro als Sachverständiger portugiesischer Vertreter in der United Nations Commission on International Trade Law, die sich die Vereinheitlichung des internationalen Handelsrechts als Ziel gesetzt hat.
José António de Melo Pinto Ribeiro gehörte und gehört bis heute verschiedenen Vorständen portugiesischer Unternehmen an, unter anderem der Banco de Investimento Global, Victoria-Seguros, Companhia Carris de Ferro de Lisboa und Portucel. Ebenso war er Vorstandsvorsitzender der Tochter der Portugal Telecom, PT Multimédia, sowie der Stiftung für Moderne Kunst Berardo (Fundação de Arte Moderna e Contemporânea-Colecção Berardo).
Nachdem die Kulturministerin der Regierung Sócrates, Isabel Pires de Lima, ob ihrer Kürzungen im Kulturbereich in die Kritik gekommen war, berief Premierminister Sócrates Ribeiro als neuen Kulturminister. Er trat sein Amt im Januar 2008 an. Abgesehen von seinem Amt als Vorsitzender der Kulturstiftung Berardo hatte er bislang relativ wenig mit diesem Ressort zu tun.
Ribeiro ist Großoffizier des Freiheitsordens (Ordem da Liberdade) und spricht insgesamt fünf Fremdsprachen (Englisch, Französisch, Deutsch, Spanisch und Italienisch).

## Werke (Auswahl)
- Empresas Públicas e Concorrência na CEE, Coimbra, 1979
- Dos Agrupamentos de Empresas, Lissabon, 1980 (zusammen mit Rui Pinto Duarte)
- Lições de Direito Comercial, Lissabon, 1983
- Grupos de Sociedades, Lissabon, 1986
- O Acto Único Europeu, Lissabon, 1987
- Conceito de Sociedade no Novo Código das Sociedades Comerciais, 1988
- Notas sobre o crime de corrupção e poderes discricionários, Lissabon, 1990
- Die verbundenen Gesellschaften im neuen portugiesischen Handelsgesellschaftsgesetzbuch, in: „Das Konzernrecht im internationalen Vergleich“, Baden-Baden, 1991